# Condado de Campbell (Tennessee)
El condado de Campbell (en inglés: Campbell County, Tennessee), fundado en 1806, es uno de los 95 condados del estado estadounidense de Tennessee. En el año 2000 tenía una población de 39.854 habitantes con una densidad poblacional de 32 personas por km². La sede del condado es Jacksboro.

## Geografía
Según la Oficina del Censo, el condado tiene un área total de 1290 km² (498,1 mi²), de la cual 1243 km² (479,9 mi²) es tierra y 47 km² (18,1 mi²) es agua.

### Condados adyacentes
- Condado de Whitley Norte
- Condado de Claiborne este
- Condado de Union sureste
- Condado de Anderson sur
- Condado de Scott oeste
- Condado de McCreary noroeste

## Demografía
En el 2000 la renta per cápita promedia del condado era de $25,285, y el ingreso promedio para una familia era de $30,197. El ingreso per cápita para el condado era de $13,301. En 2000 los hombres tenían un ingreso per cápita de $26,762 contra $19,138 para las mujeres. Alrededor del 22.80% de la población estaba bajo el umbral de pobreza nacional.

## Lugares

### Ciudades y pueblos
- Caryville
- Jacksboro
- Jellico
- La Follette
- Lake City (principalmente en el Condado de Anderson)

### Comunidades no incorporadas
- Clinchmore
- Coolidge
- Duff
- Elk Valley
- Habersham
- Fincastle
- Newcomb
- Pinecrest
- Pioneer
- Stony Fork
- White Oak